# Teymur bəy Novruzov

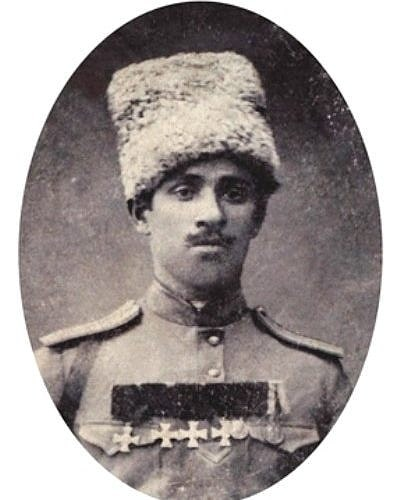
Teymur bəy Novruzov

Teymur bəy Mirzə bəy oğlu Novruzov (eingedeutscht Teimur bäj Nowrusow; * 20. April 1880 im Dorf Qovlar, Ujesd Elisawetpol, Gouvernement Elisawetpol, heute Gəncə, Russisches Kaiserreich; † 23. Januar 1961 in Nizza, Frankreich) war ein aserbaidschanischer Militärkommandeur, Oberstleutnant der kaiserlich-russischen Armee und Generalmajor der Streitkräfte der Demokratischen Republik Aserbaidschan.

## Biographie
Nowruzow war in die Familie von Mirzə Hacı bəy Novruzov (Mirsa Hadschi bäj Nowrusow), dem Generalleutnant der kaiserlich-russischen Armee hineingeboren. Er trat in den Fußstapfen des Vaters und begann seine Militärkarriere im Kadettenkorps von Tiflis, einer Militärschule der zaristischen Armee.
Im August 1898 trat Novruzov als Gefreiter dem 44. Dragonerregiment von Nischni Nowgorod bei, das wiederum der Kaukasischen Kavalleriedivision unterstellt war. Wenige Monate später wurde er an die Elisawetgrader (heute Kropywnyzkyj, Ukraine) Kavallerieschule beordert. Ein Jahr später wurde Novruzov zum Unteroffizier und im August 1900 zum Standarten-Junker berufen. Mit Abschluss der Kavallerieschule wurde Novruzov im März 1901 im Rang eines Kornetts in das 10. Dragonerregiment der 4. Kavalleriedivision entsandt.
Zwecks Unterstützung der Zivilverwaltung wurde Novruzov im Juli 1905 in die Stadt Gori (Gouvernement Tiflis) beordert. Im September desselben Jahres wurde er zum Porutschik befördert und zum Schwadronsführer ernannt. Mit zeitgleicher Beförderung zum Stabskapitän wurde Novruzov 1909 mit dem Sankt-Stanislaus-Orden der 3. Klasse ausgezeichnet. 1910 wurde Novruzov an die Offiziersschule für Kavallerie nach Sankt Petersburg abkommandiert und absolvierte diese im Jahr 1912. 1913 wurde er Rittmeister.
Im Ersten Weltkrieg kämpfte Novruzov als Schwadronsführer des 17. Dragonerregiments der Kaukasischen Kavalleriedivision. Im April 1916 erfolgte die Ernennung zum Oberstleutnant.

## Dienst in den Streitkräften der Demokratischen Republik Aserbaidschan
Nach der Gründung der Demokratischen Republik Aserbaidschan (DRA) setzte Novruzov seine militärische Laufbahn fort und wurde im Januar 1919 zum Stabsoffizier im Kriegsministerium. Drei Monate später bekam er einen neuen Einsatz im Militärgericht der DRA.
Im August 1919 stieg Novruzov zum Generalmajor auf und wurde zum Kommandanten der in Gəncə stationierten aserbaidschanischen Kavallerie-Einheiten ernannt. Seine Militärs nahmen eine entscheidende Rolle an der Verteidigung der aserbaidschanisch besiedelten Siedlungen vor armenischen Übergriffen in Bergkarabach teil.
Nach der Auflösung der DRA durch Sowjets Ende April 1920 schloss sich Novruzov mit seinen Einheiten den Aufständischen in Gəncə an, die sich gegen die Sowjetmacht in Aserbaidschan auflehnten. Nach der blutigen Niederschlagung des Aufstandes floh er mit seinen Mitstreitern nach Georgien und von dort aus in die Türkei. 1923 emigrierte er nach Frankreich und verbrachte dort den Rest seines Lebens.